# .vu
.vu is het achtervoegsel van internet domeinnamen uit Vanuatu, een eilandengroep in Oceanië.